# Kostel Navštívení Panny Marie (Staré Oldřůvky)
Kostel Navštívení Panny Marie s farou stojí na katastrálním území Staré Oldřůvky města Budišov nad Budišovkou. Kostel náleží pod římskokatolickou farnost Budišov nad Budišovkou, děkanát Opava, diecéze ostravsko-opavské. Areál kostela (kostel, fara, hospodářská budova, kaple v ohradní zdi, ohradní zeď kostela a fary) byl zapsán do Ústředního seznamu kulturních památek ČR.

## Historie
První písemná zmínka o farním kostele ve Starých Oldřůvkách je z roku 1510. V průběhu třicetileté války v roce 1633 duchovní správa v obci zanikla a byla obnovena v podobě lokální kurie až v roce 1784. Kostel Navštívení Panny Marie byl postaven v letech 1768–1770, byl opravován v roce 1859. V roce 1776 byla postavena barokní fara a opravována v roce 1860.

## Architektura

### Exteriér
Kostel je jednolodní orientovaná zděná omítaná stavba s odsazeným trojbokým kněžištěm a věží předstupující ose západním průčelím. Kostel je zastřešen sedlovou střechou krytá pálenou střešní taškou. Na hřebeni nad kněžištěm je sanktusník. Hranolová věž je zakončena cibulovou bání s lucernou a makovicí. V ose věže je pravoúhlý vstup, věžní okna mají půlkruhové záklenky. Na věži jsou věžní hodiny.

### Interiér
V interiéru je rokokový inventář. Loď je zaklenuta valenou klenbou s nadokenními lunetami. Stěny jsou členěny pilastry a zdobeny rokokovou malbou. V kněžišti je oválné okno a venku pod ním je deska s nápisem: I.W.C.P. / A 1768.

## Fara
Fara je barokní přízemní zděná stavba na půdorysu obdélníku předělena chodbou. Je zastřešena vysokou valbovou střechou, krytou břidlicí. V podélném průčelí je trojosá se vstupem ve třetí ose, ostatní mají dvě okenní osy.
V interiéru jsou tři malé místnosti s křížovou klenbou a dvě větší místnosti plochostropé se zrcadlem.
K budově fary přiléhají dvě přízemní hospodářské budovy postavené na půdorysu písmene L. Střecha je sedlová.
Ohradní zeď kolem fary vymezuje prostor dvora fary a má jednu branku.

## Okolí
Kostel a fara jsou obehnány ohradní kamennou zdí postavenou z lomového kamene, která je v koruně kryta velkými břidlicovými deskami. Zdi jsou vysoké jeden a půl až dva metry. Na severozápadní a jihovýchodní straně ohradní zdi kostela jsou vstupní brány. V ose závěru z vnější strany k ohradní zdi kostela přiléhá zděná omítaná kaple.